# Faris Al-Obaid
Faris Al-Obaid (arabisch فارس العبيد, DMG Fāris al-ʿUbaid; * 23. November 1987) ist ein kuwaitischer Skirennläufer.

## Karriere
Al-Obaid gab sein internationales Renndebüt am 6. November 2023 bei einem Rennen der FIS-Entry-League in der Ski Dubai. Sein erstes internationales Großereignis bestritt er bei den Winter-Asienspielen 2025 in Harbin, wobei er den 39. Platz belegte. Bei den Weltmeisterschaften in Saalbach, nur wenige Wochen später, schied er im Qualifikationsrennen für den Riesenslalom aus. Für das Qualifikationsrennen im Slalom war er ebenfalls gemeldet, trat jedoch aus nicht bekannten Gründen schlussendlich doch nicht an. 

## Erfolge

### Weltmeisterschaften
- Saalbach 2025: DNQ Riesenslalom, DNQ Slalom

### Winter-Asienspiele
- Harbin 2025: 39. Slalom